# Bubenheim (Treuchtlingen)
Bubenheim ist ein Gemeindeteil der Stadt Treuchtlingen im Landkreis Weißenburg-Gunzenhausen (Mittelfranken, Bayern). Die Gemarkung Bubenheim hat eine Fläche von 4,817 km². Sie ist in 671 Flurstücke aufgeteilt, die eine durchschnittliche Flurstücksfläche von 7178,50 m² haben. In ihr liegen neben dem namensgebenden Ort die Gemeindeteile Metzenhof und Schertnershof.

## Geographie
Das Kirchdorf liegt inmitten von Streuobstwiesen im Altmühltal in der Südlichen Frankenalb, etwa 4 km nordwestlich von Treuchtlingen. Der Hauptteil befindet sich an einem Südhang um den Bubenheimer Berg, auch „Hoher Stein“ genannt, auf dem 15 Millionen Jahre alte Gesteinsarten aus dem Riesauswurf (Meteoriteneinschlag) zu finden sind. Der darauf gelegene Rastplatz Vielsteine (476 m ü. NHN) bietet einen weiten Rundblick. Die südwestliche Ortsgrenze bildet die Altmühl, in die am westlichen Ortsende die Rohrach mündet. Unweit östlich liegt der Weiler Hagenau, auf der anderen Altmühlseite Zollmühle, Ziegelmühle und Wettelsheim.

## Geschichte
Siedlungsfunde aus der Gegend reichen bis in die Steinzeit zurück. Nahe dem Ort ist eine Keltensiedlung belegt. Wahrscheinlich im 7. oder 8. Jahrhundert entstanden, wird Bubenheim im 8. Jahrhundert erstmals erwähnt: Im Jahr 792 oder 793 besuchte Karl der Große das damalige Pubnhaim (= „zu dem Heim des Buobo“) anlässlich des Baues der Fossa Carolina. Im 13. Jahrhundert waren dort die Grafen von Graisbach begütert, später unter anderem die Markgrafen von Brandenburg-Ansbach und die Fürstbischöfe von Eichstätt. 1824 gab es 35 Anwesen mit 222 Einwohnern.
Am 1. April 1971 wurde die ehemals selbständige Gemeinde Bubenheim in die Stadt Treuchtlingen eingegliedert.

## Baudenkmäler
Im alten Ortskern entlang der Altmühl steht die 1749 erbaute Heilig-Kreuz-Kirche. 1986 wurde sie renoviert und der ursprüngliche barocke Charakter größtenteils wiederhergestellt (Denkmalnummer D-5-77-173-56).
Neben der Kirche steht das Ehemalige Schulhaus. Ein zweigeschossiger, verputzter Massivbau mit Walmdach und hohem Fundament. Das Schulhaus wurde 1838 erbaut und 1907 verändert (Denkmalnummer D-5-77-173-248).
Ein weiteres Denkmalgeschütztes Gebäude ist die Tavernwirtschaft „Altmühlgrund“. Ein zweigeschossiger, giebelständiger Satteldachbau. An den Türgewänden findet sich die bez. 1746. In den Kirchenbüchern reicht die Geschichte der Tavernwirtschaft jedoch bis ins Jahr 1595 zurück.
Das Bauernhaus Bubenheim 25 steht ebenfalls unter Denkmalschutz. Ein erdgeschossiger Satteldachbau in Bruchstein- und Quadermauerwerk aus der Mitte des 19. Jh. (Denkmalnummer D-5-177-173-58)
Ein wahres Schmuckstück stellt das direkt neben dem Schulhaus liegende Wohnhaus Bubenheim 40 dar. Ein erdgeschossiges Gebäude in Jura-Bauweise mit Kniestock, in Teilen Fachwerk und mit Legschieferdach. Das Gebäude ist wohl noch aus dem 18. Jh. (Denkmalnummer D-5-77-173-61)
Ebenfalls zu erwähnen sind die ehemalige Pfarrscheune aus dem Jahre 1728 – ein großer Fachwerkbau mit Halbwalmdach und das ehemalige Pfarrhaus Bubenheim 42, ein zweigeschossiger Walmdachbau aus dem 18. Jh. mit Stallanbau (Denkmalnummern D-5-77-173-57 und D-5-77-173-62)

## Wirtschaft und Infrastruktur
Einige landwirtschaftliche Betriebe befinden sich noch im Ort, jedoch überwiegt die Wohnbebauung.
Nordwestlich von Bubenheim befindet sich der Flugplatz Treuchtlingen-Bubenheim. Westlich führt die Kreisstraße WUG 5 vorbei.